# 地面戰
地面戰或陸戰是指軍事行動中發生戰鬥的過程在地球空間的表面。由於地面是人類的主要生活環境，因此地面戰在戰爭中占主導地位，是大多數國防政策和財政規劃的重點。陸戰在歷史上經歷多次明顯的轉變，從大量集中未經訓練的平民發動正面攻擊，到有組織性的陸軍或海軍陸戰隊，再到聯合兵種概念，使用各種組織、武器和通信系統，以及運用各種戰略、戰術和技術。
自第二次世界大戰以後，地面戰主要涉及三種不同類型的作戰單位，分別是步兵、砲兵和裝甲兵，另外還有從海洋投射力量的兩棲作戰型態及從天空投射力量的空降作戰型態。

## 種類
- 山地戰
- 沙漠戰
- 叢林戰
- 極地戰
- 城鎮戰